# Hyostomodes monopepla
Hyostomodes monopepla är en fjärilsart som beskrevs av Louis Beethoven Prout 1934. Hyostomodes monopepla ingår i släktet Hyostomodes och familjen mätare. Inga underarter finns listade i Catalogue of Life.